# Будівля реального училища (Ізюм)
Реальне училище — освітня будівля, відкрита у 1882 році в місті Ізюм Харківської області, пам'ятка архітектури. Нині в цій будівлі розташована загальноосвітня школа № 4.

## Історія
У 1882 році харківський губернатор підписав рішення про створення у місті Ізюм реального училища. До цього в Ізюмі працювало лише жіноче училище, в якому здобували освіту 39 учениць із дворянських сімей. Після підписання указу розпочалося будівництво училища. Навчальний заклад було відкрито 15 серпня 1882 року. До нього прийняли 100 учнів. В училищі був підготовчий клас, 6 основних класів та один додатковий.
В будівлі працювало дві бібліотеки — одна з них була фундаментальною, у ній було близько 3 тисяч томів різної літератури, друга бібліотека була учнівською, у ній зберігалося близько 1000 томів. У фундаментальній бібліотеці були книги художнього та історичного змісту, художня література. Користуватися бібліотекою мали змогу вчителі та учні старших класів із дозволу класного керівника.
В училищі вивчали три іноземні мови, малювання, креслення, математику, фізику, хімію. Поруч із училищем розташовувався ботанічний сад та метеостанція. Викладачі училища організовували літературні та музичні вечори, виступи духового оркестру та хору. В училищі навчалися переважно діти заможних батьків.
5 березня 1917 року коло цієї будівлі відбувся мітинг трудящих.
1918 року в закладі проводила засідання фракція більшовиків. 1919 року також працював штаб 13-ї армії, яка вела боротьбу з білою армією. У 1920 році в колишньому реальному училищі розміщувався технікум і працював рабфак. В 1920 п'ять класів реального училища в Ізюмі закінчив Дмитро Іванович Турбін.
1925 року в будівлі колишнього реального училища відкрилася семирічна українська школа № 1.
У 1934 році на першому поверсі будинку була відкрита російська школа № 4. Директором школи стала Марія Іванівна Проценко. До початку німецько-радянської війни школа випустила два десятих класи. Після початку війни у будівлі обладнали шпиталь. Школа ж розміщувалася по вулиці Гоголя, Соборної та Пушкіна. Під час окупації приміщення школи було зруйноване. 5 лютого 1943 року під час відступу німецькі війська підпалили будівлю школи. Відбудова та відновлення будівлі тривали у 1950—1951 роках, у 1950—1960 роках школа використовувалася як база для Харківського педагогічного інституту, тут проходили практику майбутні філологи.
Будівля реального училища в Ізюмі була побудована у стилі класицизму й визнана історичною пам'яткою архітектури XIX століття. Нині в будинку знаходиться загальноосвітня школа № 4 міста Ізюм.
В 2022 році будівля колишнього реального училища була сильно пошкоджена в ході боїв за Ізюм.

## Відомі учні
В різний час в будівлі колишнього реального училища навчалися М. О. Скрипник, П. Ю. Шелест, український письменник та вчений Д. Я. Шлапак, В. Кузнєцов, академік В. Кононенко, В. Литвин, Н. Шпанович, О. Журов, О. Лукашова і О. Дорошенко.

## Галерея

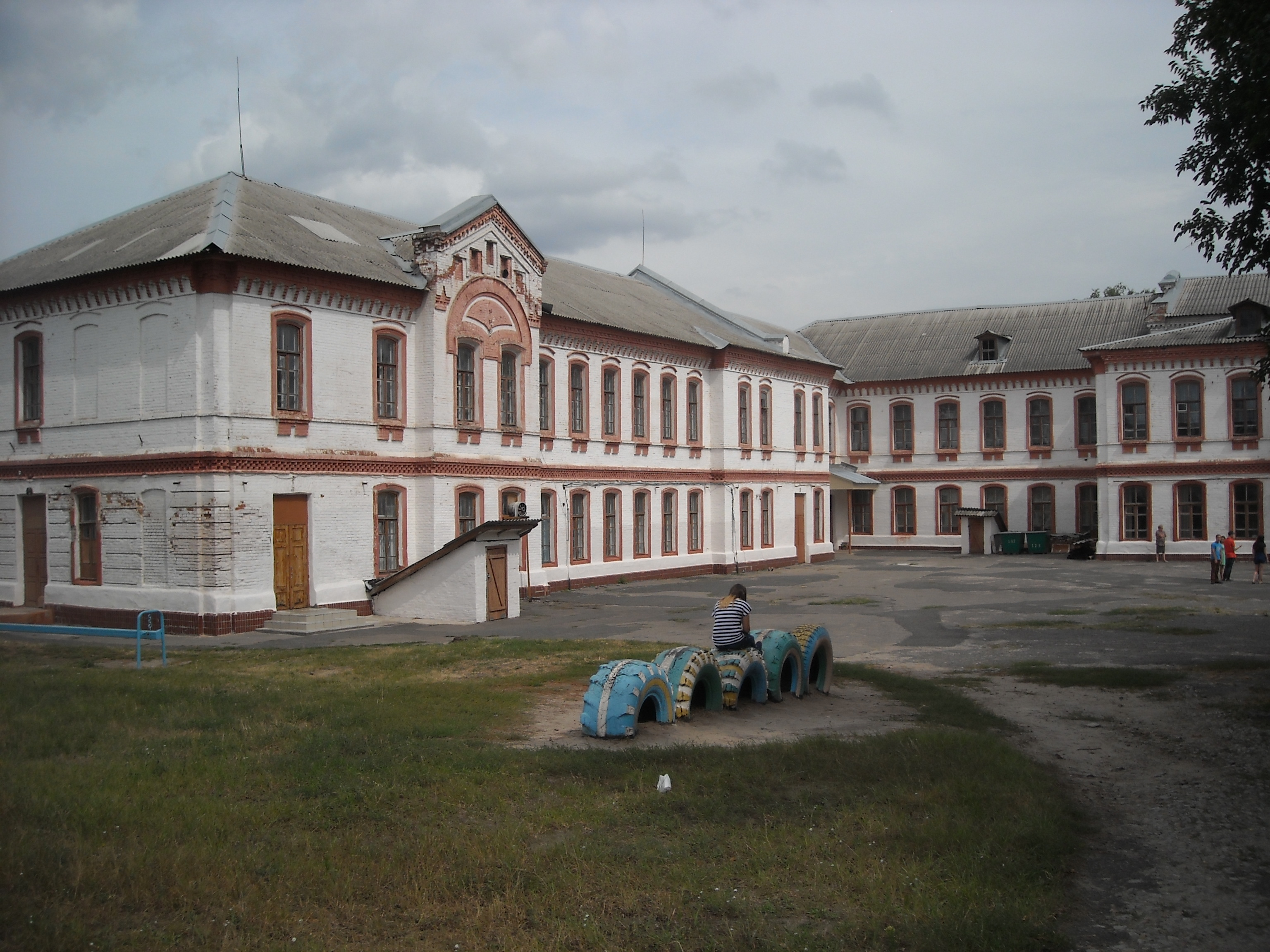
Будівля з тильного боку, 2014 рік
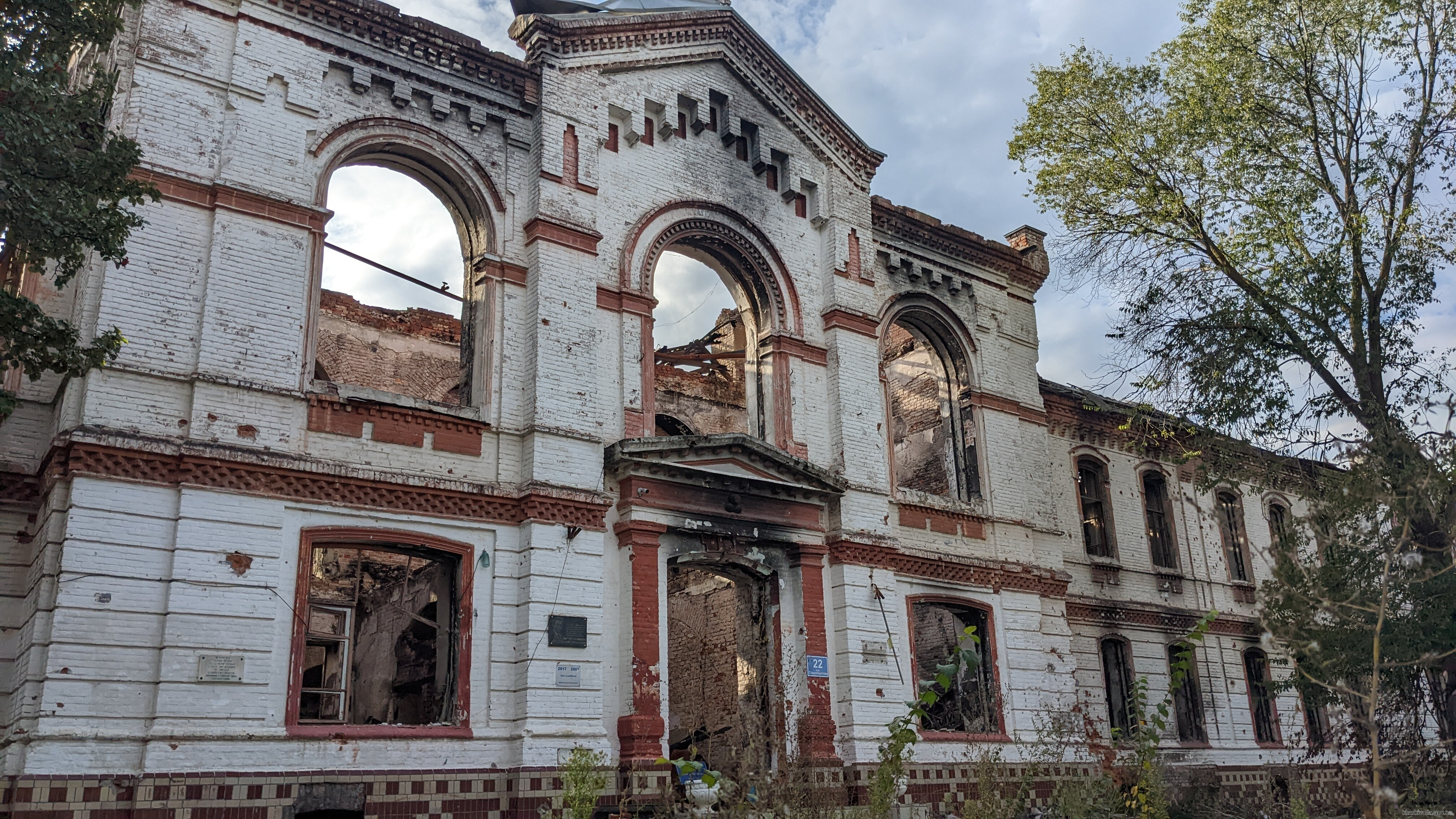
Будівля після боїв за Ізюм під час вторгнення російських військ в Україну у 2022 році